# Helina nigritarsis
Helina nigritarsis är en tvåvingeart som först beskrevs av Macquart 1847.  Helina nigritarsis ingår i släktet Helina och familjen husflugor. Inga underarter finns listade i Catalogue of Life.